# جامعة سان دييغو الحكومية
جامعة سان دييغو الحكومية (بالإنجليزية: San Diego State University)‏ هي جامعة بحثية عامة في سان دييغو، كاليفورنيا.